# Pedraza (khu tự quản)
Pedraza là một khu tự quản thuộc bang Barinas, Venezuela. Thủ phủ của khu tự quản Pedraza đóng tại Ciudad Bolivia. Khự tự quản Pedraza có diện tích 6693 km2, dân số theo điều tra dân số ngày 21 tháng 10 năm 2001 là 50767 người.